# Svea rike

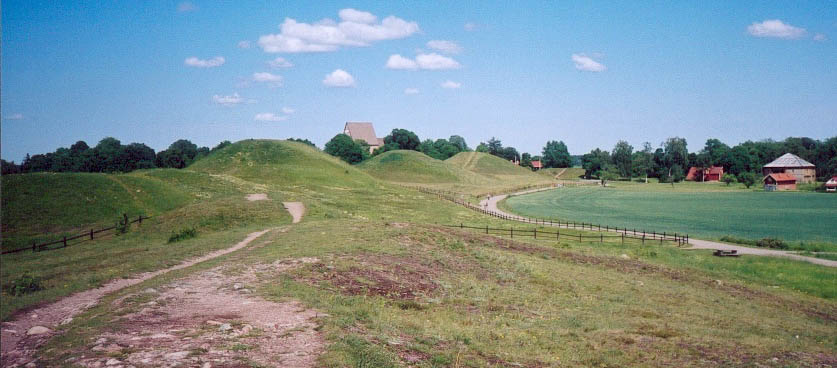
Gamla Uppsala fornlämningsområde i Uppland, Svealand.

Svea rike eller Svearike är ett förmodat äldre kungarike med centrum i Gamla Uppsala. Historiker diskuterade tidigare ett så kallat "riksenande" och ett Svearike någon gång under perioden 500–1000, då svearna skulle ha underkuvat götarna. Detta synsätt är sedan länge förkastat av historiker som ser uppkomsten av Sverige (Svitjod) som en successiv process där flera olika områden bidrog.
Frasen Svea rike har också förekommit som ett poetiskt begrepp för Sverige.

## Namnet Sverige/Svea rike
Namnet Swēorice är dokumenterat tidigast i det anglosaxiska Beowulfkvädet i bevarad handskrift från cirka år 1000.
På svensk botten syns namnet äldst i formerna Swerike (slutet av 1200-talet), Svearike (första hälften av 1300-talet). På Gotland syns Suiariki (liksom i fornisländskan och fornnorskan) och Swärike (mitten av 1300-talet). I isländska Sagobrottstycken om några fornkonungar i Dana- och Sveaväldet förekommer begreppet Svíaveldi, alltså Sveavälde. I Kristofers landslag 1442 omnämns det som Swerikis Riki.
I ett brev till kung Inge den äldre från påve Gregorius VII år 1080, kallas han Ingo gloriosus Suetonum Rex – "Inge, svearnas ärorike konung". Kung Karl Sverkerssons rike omnämns omkring 1160 i ett brev av påve Hadrianus IV som Regnum Sweorum et Gothorum, alltså i ett kungarike omfattande både svear och götar (han lär dessförinnan ha varit erkänd som kung i Östergötland senast 1158). Påve Hadrianus IV sändes innan hans påveval som legat till Norden 1152–1154 inklusive till Svea rike, varför den blivande påvens benämning stöddes av egna ögonvittnesskildringar. Under kung Karl Sverkerssons regeringstid upphöjdes dessutom Uppsala stift till ärkestift 1164 under dess förste ärkebiskop Stefan av Alvastra, varmed det enade riket även geografiskt och kyrkorättsligt motsvarades av Uppsala kyrkoprovins.
I Gesta Danorum av Saxo Grammaticus (cirka 1150–1220) berättas om tronstriderna i regionen på 1120-talet. Där bekräftas den traditionella tolkningen av den äldre Västgötalagens berömda fras "Sveær egho konung at taka ok sva vrækæ" - det framgår att Saxo uppfattade svear och götar som två skilda folk och att bara de förstnämnda hade formell rätt att välja kung.
Påve Hadrianus IV:s bekräftelse 1160 av svearnas och götarnas enade under kung Karl Sverkersson ger anledningen att betrakta hans regering som den första väldokumenterade att ungefärligen motsvara modern omfattning; en håll- eller startpunkt om någon för en nationell svensk etnogenesis i vidare bemärkelse. Rivalitet mellan sverkerska och erikska ätterna skulle dock först återigen slita isär detta enande under det följande seklet.

## Utvecklingsteorier
Fram till 1900-talets första decennier ansågs den romerske historieskrivaren Tacitus beskrivning av folkstammen svionerna i sin skrift Germania från 98 e.Kr, vara bevis för att ett Svearike existerat vid tiden för Kristi födelse. Forskningen tog för givet att svionernas kungar var föregångare till de i sagorna kända "Uppsalakungarna", och att rikets centrum alltid hade legat där det nu låg. "Uppsalakungen" beskrevs som högre ansedd än omgivande kungar, vilka efterhand underkuvats med våld.

### Källkritisk bedömning
Bröderna Lauritz och Curt Weibull, professorer i Lund och Göteborg, gjorde under 1910-talet och framåt i ett antal arbeten, försök att genom kritisk granskning av källorna från mera beprövade skriftliga källor. Det innebar att tidigare arbeten som byggde på okritiskt nationalromantiskt tänkande av historiker och arkeologer ansågs vara felaktiga. Enligt bröderna Weibull var berättelsen om en gränsläggning mellan Sverige och Danmark från tidigt 1000-tal, som återfinns i flera handskrifter från 1300-talet, att betrakta som säker. Detta innebar enligt bröderna att svear och götar uppträdde tillsammans under en kung tidigast runt år 1000. Samgåendet bör enligt Curt Weibull ha skett genom en samordning av de politiska strukturerna, snarare än erövring.

### Kvarvarande hävdande av det äldre synsättet
Birger Nerman hävdade i skriften Svenska rikets uppkomst 1925 att en "hyperkritisk period" inom den "äldre" forskningen nu var till ända. Han ansåg att man inte fick förkasta uppgifter i tidigare traditioner, förrän de hade bevisats vara oriktiga. Nerman och professorn i arkeologi vid Uppsala universitet, Sune Lindqvist, hade därefter under ett antal decennier likartade teorier med ledning av fynden från båtgravarna i Vendel och Valsgärde, dess omedelbara närhet till Gamla Uppsala, samt det isländska sagamaterialet. Teorierna innebar att Sveariket med centrum i Gamla Uppsala hade varit färdigbildat under århundradena efter år 500 e.Kr. och kontinuerligt övergått till staten Sverige. Detta skulle innebära att svearnas och frankernas statsbildningar var de två äldsta statsbildningarna i Europa.

## Nutida synsätt
Idén om Svearike som ett forntida konventionell stat är idag förkastat av historiker. Arbeten under 1980- och 1990-talen av bland andra Thomas Lindkvist, Åke Hyenstrand och Peter Sawyer har återigen påvisat svagheter i argumenten.
Enligt Maja Hagerman har ett omfattande upprensningsarbete bedrivits under flera decennier inom den arkeologiska forskningen, där man försökt göra upp med de gamla storsvenska teorierna från den nationalistiska arkeologins dagar. Även ”vikingatiden” är ett begrepp som numera omprövas inom forskningen.
Vissa historiker, som exempelvis Dick Harrison anser att  begreppet "stabilt rike" innebär en stat med en beslutande kung och riksråd samt lagar byggda på romersk rätt vilka ger kungen möjligheter att enväldigt ta makten och styret i egna händer. Med en sådan definition är Sverige först i och med Skänninge möte 1248 slutgiltigt en stabil statsbildning även om något liknande kan ha förelegat vid slutet av 1100-talet.